# جون شيريدان ويلر
جون شيريدان ويلر (بالإنجليزية: John Sheridan Weller)‏ هو محامي أمريكي، ولد في 1 نوفمبر 1866، وتوفي في 26 سبتمبر 1944.